# Lamponella beaury
Lamponella beaury är en spindelart som beskrevs av Norman I. Platnick 2000. Lamponella beaury ingår i släktet Lamponella och familjen Lamponidae. Inga underarter finns listade i Catalogue of Life.